# Tyondai Braxton
Tyondai Adaien Braxton (New York, 26 ottobre 1978) è un musicista, compositore e cantante statunitense, figlio del famoso jazzista Anthony Braxton. È stato frontman della band sperimentale Battles.

## Biografia
Nato a New York, ma cresciuto prevalentemente tra la Carolina del Nord e il Connecticut, fin dalla tenera età Tyondai venne avvicinato alla musica dalla figura paterna. Studiò infatti composizione all'università di Hartford (West Hartford), insieme a figure quali Robert Carl, Ingram Marshall e Ken Steen.
Nel corso degli anni novanta collaborò con numerosi artisti, per poi lanciarsi nella carriera solista con l'album The Grow Gauge, pubblicato nel 1999. Nel 2002 pubblicò un EP dal titolo History That Has No Effect. Quello stesso anno entrò nei Battles, band fondata da Ian Williams, nella quale era chitarrista, tastierista e cantante. Il gruppo ricevette critiche molto positive per il suo album di debutto Mirrored (2007), che lo lanciò in un tour mondiale durato 16 mesi. Nel frattempo Tyondai compose e registrò il suo secondo full-length solista, Central Market, che venne pubblicato nel settembre 2009. Nell'agosto del 2010 Tyondai lasciò la band, poco prima dell'inizio di un nuovo tour per il successivo secondo album della band Gloss Drop.
Il 13 luglio 2012 il New York Times annunciò l'inizio di una collaborazione tra Tyondai e il compositore Philip Glass.

## Discografia

### Con i Battles
Album in studio
- 2007 - Mirrored

EP
- 2004 - EP C
- 2004 - B EP
- 2004 - EPC
- 2007 - Lives
- 2007 - Tonto+

Raccolte
- 2006 - EP C/B EP
- 2009 - Warp20 (Chosen)

Singoli
- 2004 - Tras
- 2007 - Atlas
- 2007 - Tonto

### Da solista
Album in studio
- 1999 - The Grow Gauge
- 2009 - Central Market

EP
- 2002 - History That Has No Effect

Split
- 2000 - Death Slug 2000 (con Jonathan Matis)
- 2003 - Rise, Rise, Rise (con Parts & Labor)